# Anima mundi

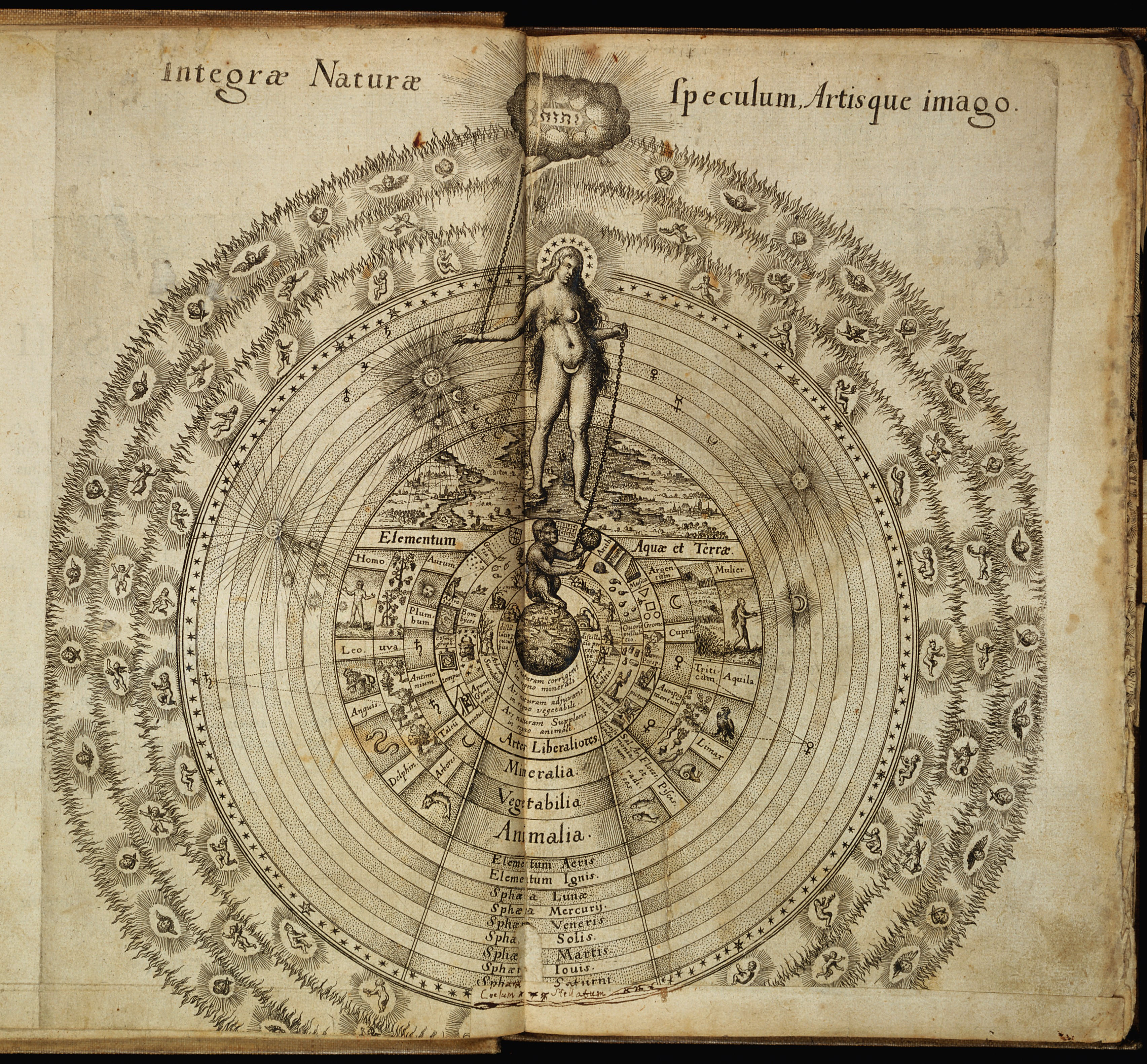
Gravure de l’Utriusque cosmi historia de Robert Fludd (1617-1624) : l’Anima mundi se trouve au centre du diagramme.

Pour les articles homonymes, voir Anima Mundi.
L'Âme du monde (en latin Anima mundi) repose sur le postulat philosophique d'une sensibilité globale et opérative possédant une double ou une triple nature, associée par les stoïciens à une force vitale dans l'univers manifesté. Soutenue par plusieurs courants de pensée et conceptions, cette disposition permet une connexion subtile entre le divin et l'humain possédant une âme individuelle. 

## Chez Platon

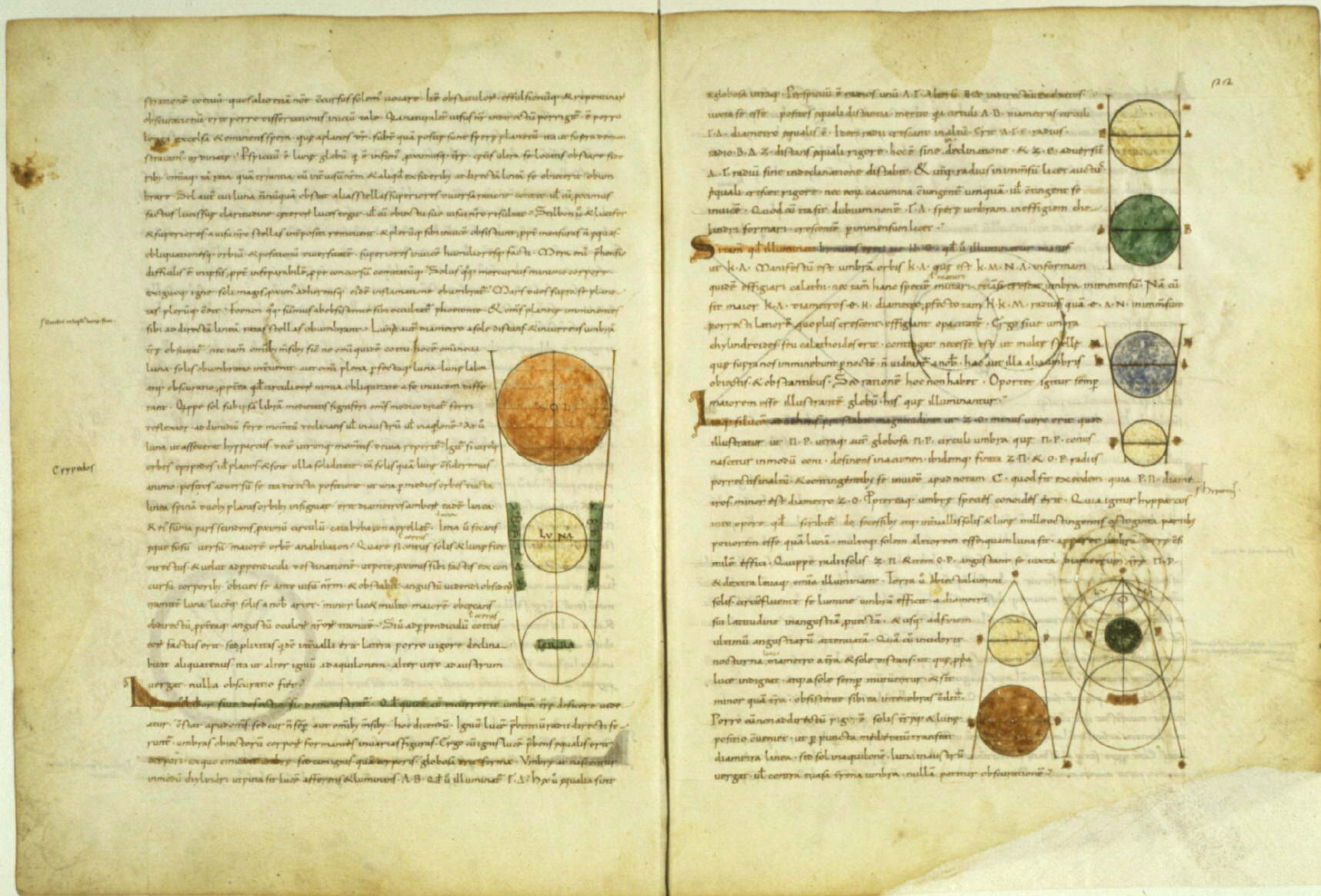
Extrait du Timée de Platon, version d'un manuscrit médiéval

Le concept d'Âme du monde se trouve d'abord chez Platon, dans le Timée (34 b - 37 c), où elle apparaît comme le principe des mouvements ordonnés de l'univers, identique à la sphère céleste ; le concept sera poursuivi chez les philosophes néoplatoniciens, Plotin entre autres, et qui se développera par la suite. 
Le Timée, 36 e
« Alors, l’Âme, étendue depuis le milieu jusqu’à la périphérie du ciel qu’elle enveloppait circulairement de l’extérieur, commença, à la façon d’une divinité, en tournant en cercle sur elle-même, une vie inextinguible et raisonnable pour  toute  la  durée  des  temps ».